# نظری یارمچوک
نظری یارمچوک (اوکراینی: Назарій Назарович Яремчук؛ ۳۰ نوامبر ۱۹۵۱ – ۳۰ ژوئن ۱۹۹۵) خوانندهٔ مؤلف، موسیقی‌دان، بازیگر اهل اوکراین بود. وی بین سال‌های ۱۹۶۹ تا ۱۹۹۵ میلادی فعالیت می‌کرد.
وی همچنین برندهٔ جوایزی همچون جایزه ملی شوچنکو شده‌است.